# 贝尼索达
贝尼索达，是西班牙巴伦西亚自治区巴伦西亚省的一个市镇。总面积4平方公里，总人口309人（2001年），人口密度77人/平方公里。